# Urban Land Institute
Le Urban Land Institute (ULI) est une association à but non lucratif ayant des bureaux à Washington, Los Angeles, et Londres. Sa mission est « d'offrir le leadership dans l'usage responsable du sol et dans la création et le maintien de communautés florissantes et durables à l'échelle planétaire. » L'ULI favorise le développement progressif, ce qui inclut la durabilité, la croissance rationnelle et le développement urbain concentré.
L'ULI a été fondé en 1936 et comprend aujourd'hui au-delà de 39 000 membres.  Plus de 20 % sont dans les sphères  gouvernementales, académiques et les partenariats public-privé.  Le reste est surtout concentré dans les industries de l'immobilier et du développement urbain.  
L'organisation remet plusieurs prix annuels, dont les ULI Awards for Excellence, le prix Gerald D. Hines (en) pour le design urbain étudiant, le prix J. C. Nichols pour les visionnaires en développement urbain et la bourse ULI-Kenneth M. Good pour études post-universitaires.